# Matt Macdonald
Matt Macdonald (født 15. marts 1999 i Auckland, New Zealand) er en newzealandsk roer og olympisk guldvinder.
Macdonald var med i den newzelandske otter, der vandt guld ved OL 2020 i Tokyo. Resten af bådens mandskab blev udgjort af Hamish Bond, Tom Mackintosh, Tom Murray, Michael Brake, Dan Williamson, Phillip Wilson, Shaun Kirkham og styrmand Sam Bosworth. Newzealænderne sikrede sig guldet efter en finale, hvor de kom i mål 0,96 sekunder før sølvvinderne fra Tyskland og 1,09 sekunder foran Storbritannien, der vandt bronze.

## OL-medaljer
- 2020:  Guld i otter